# Uhřínov - Benátky
Uhřínov - Benátky este o arie protejată (arie specială de conservare — SAC, sit de importanță comunitară — SCI) din Republica Cehă întinsă pe o suprafață de 5,78 ha, integral pe uscat.

## Localizare
Centrul sitului Uhřínov - Benátky este situat la coordonatele 50°13′18″N 16°19′53″E / 50.221667°N 16.331389°E.

## Înființare
Situl Uhřínov - Benátky a fost declarat sit de importanță comunitară în aprilie 2005 pentru a proteja 1 specie de animale. Situl a fost protejat și ca arie specială de conservare în ianuarie 2018.

## Biodiversitate
Situată în ecoregiunea continentală, aria protejată nu include niciun habitat protejat.
La baza desemnării sitului se află o specie protejată de  nevertebrate: Phengaris nausithous.